# Lynn Ngugi
Lynn Ngugi (Kenya) és una periodista i influenciadora de Kenya especialitzada en les històries inspiradores d'interès humà, que va treballar al canal Tuko i des del 2021 directament a Youtube.
Va créixer a Haruma de Nairobi compartint una habitació amb la seva mare, que es guanyava la vida venent sabates, i les seves tres germanes. El 2004 va acabar els estudis de secundària i va començar a estudiar periodisme a l'East Africa School of Media Studies. Va treballar uns anys al Qatar i en tornar a Kenya va començar un programa televisiu d'entrevistes.
Va atendre pacients de càncer de manera voluntària. El 2011 va començar a guanyar influència a les xarxes socials, primer amb Kiwo films i després amb la Fundació Qatar. Va treballar a Tuko fins al 2021. A l'octubre del 2021 va tenir un accident de cotxe sense conseqüències.
El juliol del 2021 va ser nomenada ambaixadora pel canvi de la comunitat de nacions. Va formar part de la llista de les 100 dones més influents per la BBC del 2021.